# Stanisław Kot

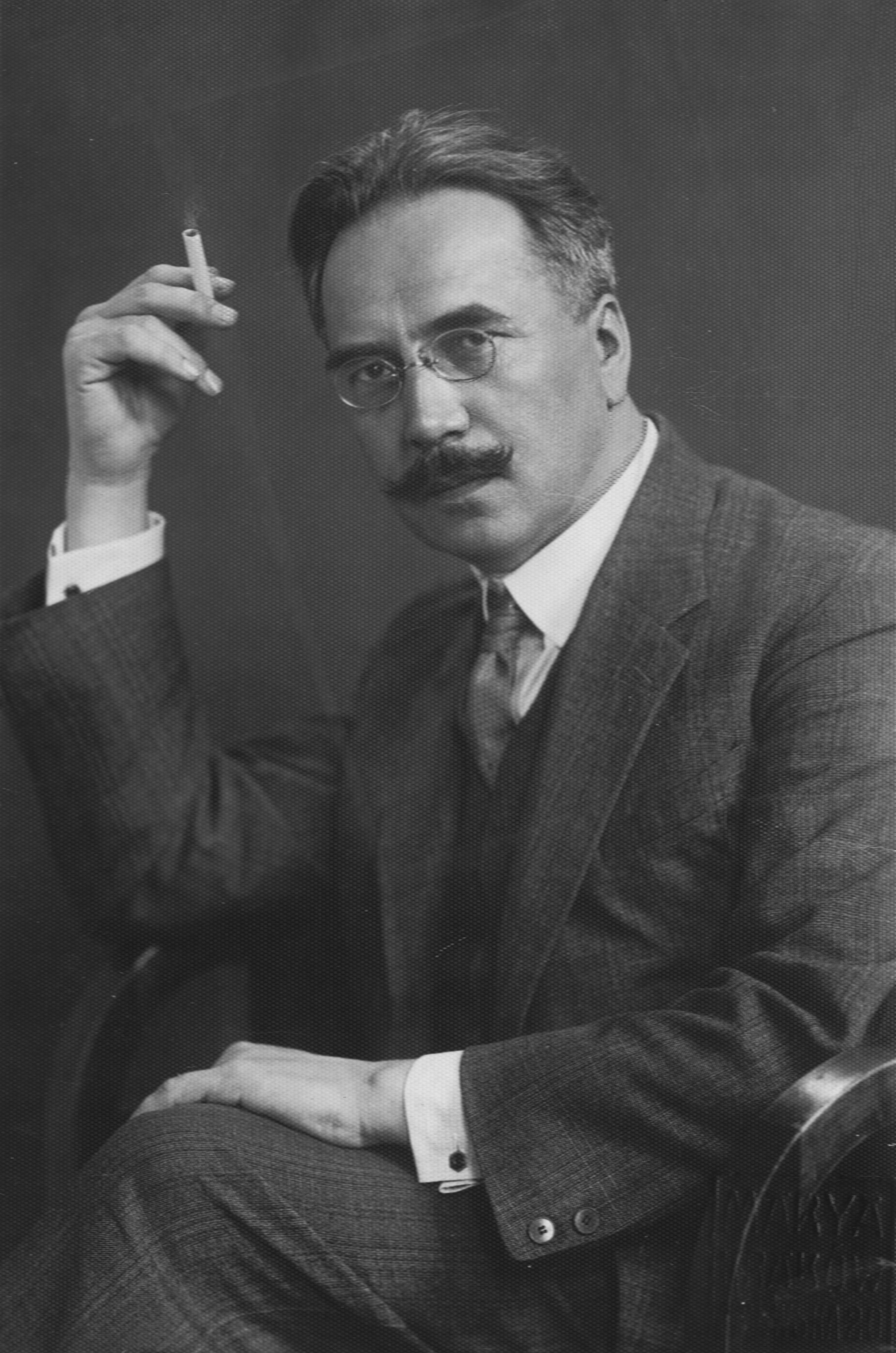
Stanisław Kot

Stanisław Kot (* 22. Oktober 1885 in Ruda in der heutigen Gemeinde Gmina Sędziszów Małopolski, Österreich-Ungarn; † 26. Dezember 1975 in Middlesex) war ein polnischer Historiker, Politiker und Diplomat.

## Leben und Tätigkeit
Nach dem Schulbesuch studierte Kot Philosophie an der Universität Lemberg, wo er 1911 promoviert wurde. Während seines Studiums lernte er Władysław Sikorski, der später ein enger politischer Weggefährte von ihm wurde, kennen. In den nachfolgenden Jahren absolvierte er Studienreisen nach Frankreich, Deutschland, Schweden und Italien. Während des Ersten Weltkriegs gehörte Kot dem Obersten Polnischen Nationalkomitee (Naczelny Komitet Narodowy) als Chef des Pressebüros der Militärsektion an. Außerdem gab er von 1914 bis 1919 die Zeitung Wiadomości Polskie (Polnische Nachrichten) heraus.
In der polnischen Republik der Zwischenkriegszeit machte Kot sich einen Namen als Professor an der Jagiellonischen Universität in Krakau sowie als Herausgeber der Reihe Biblioteka Narodowa (Polnische Nationalbibliothek). Außerdem gab er von 1921 bis 1939 die historische Zeitschrift Reformacja w Polsce (Reformation in Polen) heraus, die er 1921 auf Veranlassung von Aleksander Brückner gegründet hatte. Seit 1921 gehörte er der Polnischen Akademie für Kunst und Wissenschaft (Polska Akademia Umiejętności) an. Seine Veröffentlichungen befassten sich vorwiegend mit der Geschichte der Erziehung, der Geschichte der Zivilisation und der Geschichte der Kultur in Europa im 16. und 17. Jahrhundert.
1933 wurde Kot von der regierenden Sanacja seines Lehrstuhls an der Universität Krakau enthoben, da er sich am Widerstand polnischer Professoren gegen die Unterdrückung der Freiheit der Wissenschaft und am Protest gegen die Inhaftierung oppositioneller Politiker beteiligt hatte.
Nach der deutschen Besetzung Polens im September 1939 floh Kot zunächst nach Frankreich, wo er sich an der Bildung der polnischen Exilregierung beteiligte: In dieser übernahm er zunächst das Amt des Innenministers. Nach dem deutschen Angriff auf die Sowjetunion im Sommer 1941 ging er als Botschafter der polnischen Exilregierung in Polen in die Sowjetunion. 1942 wechselte er auf den Posten eines Staatsministers der polnischen Regierung im Mittleren Osten, wo beträchtliche Truppenkontingente der polnischen Exilarmee stationiert waren. 1943 wurde er schließlich Informationsminister der polnischen Regierung, was er bis zum Kriegsende blieb. In dieser Stellung spielte er u. a. eine wichtige Rolle im Zusammenhang mit dem Abbruch der diplomatischen Beziehungen Polens zur Sowjetunion am 26. April 1943 infolge der Aufdeckung des Massakers von Katyn, in dessen Verlauf der sowjetische Geheimdienst mehrere tausend polnische Offiziere in den Wäldern von Katyn erschossen hatte.
In den Jahren 1945 bis 1947 kooperierte Kot mit der provisorischen Allparteienregierung (Tymczasowy Rząd Jedności Narodowej), die eine Zusammenarbeit der polnischen Exilregierung mit der von den Sowjets bei Kriegsende installierten kommunistischen Regierung in Polen herbeizuführen versuchte. Während dieser Phase amtierte er als polnischer Botschafter in Rom. Als es 1947 immer deutlicher wurde, dass die Sowjets keine anderen Kräfte als die ihnen hörigen Kommunisten dulden würden, legte Kot sein Amt nieder. Da er davon ausgehen musste, bei einer Rückkehr als Dissident wegen Hochverrates angeklagt und womöglich hingerichtet zu werden, verblieb er im Exil in Großbritannien. Während dieser Jahre war er eine der führenden Persönlichkeiten in der Polnischen Volkspartei.

## Schriften
- History of Poland’s Cultural Relations with other Countries
- Andrzej Frycz Modrzewski, 1919.
- Ideologia polityczna i społeczna braci polskich zwanych arianami, 1932. (auf Englisch: Socinianism in Poland: The Social and Political Ideas of the Polish Brethren called Arians, 1957)
- Historia wychowania, 1934, 2 Bde.
- Chyliński’s Lithuanian Bible: Origin and Historical background Stanisław Kot, Poznańskie Towarzystwo Przyjaciół Nauk. Komisja Filologiczna, 1958.